# Öppet innehåll

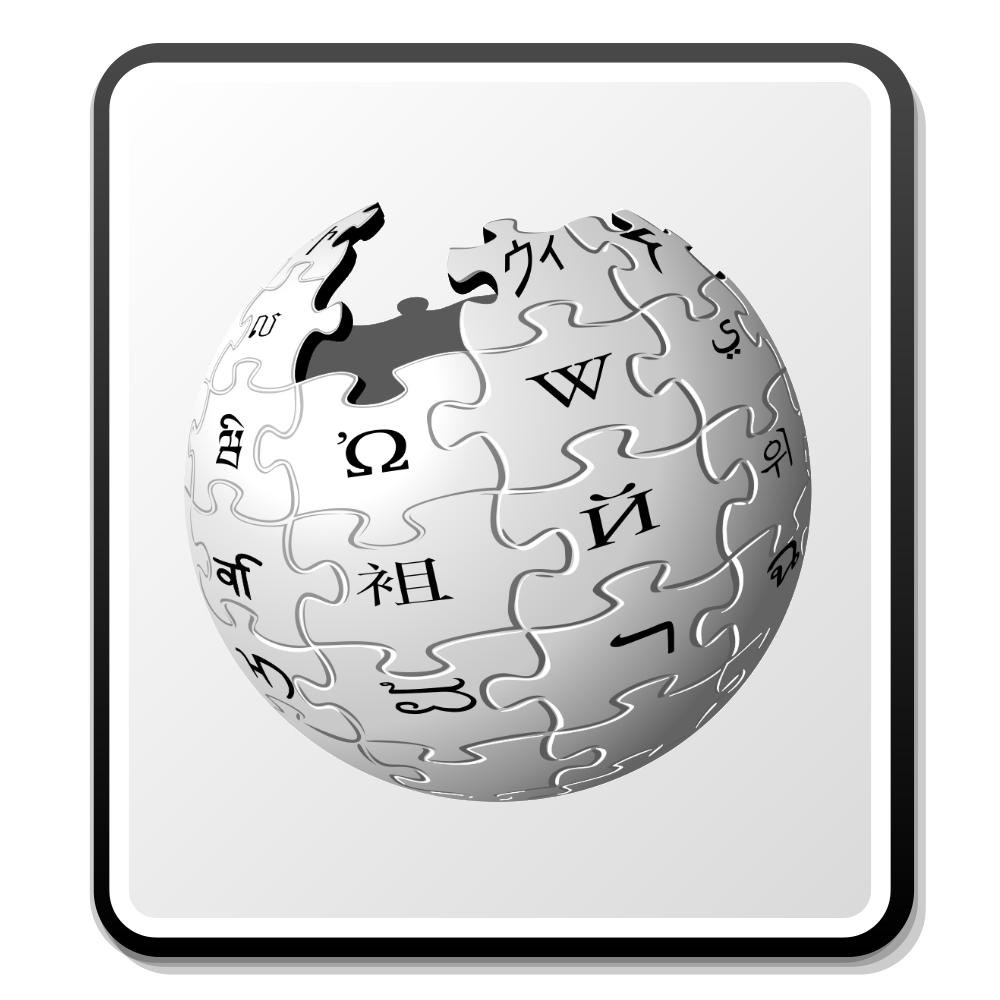
Wikipedia, världens sjätte mest besökta webbplats, består av öppet innehåll.

Öppet innehåll, ofta liktydigt med fritt innehåll, innebär att informationsinnehåll kan omarbetas, återanvändas och vanligen även spridas fritt. Begreppet är en analogi med det något äldre konceptet öppen källkod. Det ska inte sammanblandas med fri tillgänglighet (öppen access).

## Licenser och exempel
Licenser för öppet innehåll kan, i motsats till licenser för öppen källkod, förbjuda kommersiell spridning eller distribution av ändrade versioner. Exempel på licenser som kan användas är GNU Free Documentation License (GFDL) och Creative Commons' licenser som CC-BY (erkännande), CC-BY-SA (erkännande, dela lika), CC-BY-NC-SA (erkännande, icke-kommersiellt, dela lika) eller CC-BY-NC (erkännande, icke-kommersiellt). Av dessa uppfyller alla utom de två sistnämnda ("-NC") också kriterierna för att vara fria, GFDL om rätten till bestående tilläggsavsnitt (avsnitt som inte får modifieras) inte utnyttjas.
Det största projektet med öppet (och fritt) innehåll är Wikipedia. Termen öppet innehåll används dock mer om vetenskapligt material och undervisningsmaterial, där huvudsaken är att materialet kan spridas och användas, och friheten att omarbeta och använda materialet i andra sammanhang är sekundär. Det närliggande begreppet open access används ofta om vetenskapliga artiklar – förläggaren förbehåller sig de flesta rättigheter, men tillåter författaren att lägga ut sina egna publikationer på webben – och kursmaterial för e-lärande.
Det närliggande konceptet fritt innehåll ger frihet att förändra och vidareutveckla verket, och tillåta att delar av verket återanvänds i andra verk, vilket licenser för öppet innehåll inte alltid tillåter.

## Definition enligt Opencontent.org
Webbplatsen Opencontent.org menar att "öppet innehåll" är en gråskala: ju fler rättigheter upphovsrättsinnehavaren ger allmänheten, desto friare är innehållet. Friheterna som Opencontent.org intresserar sig för är rätten att
- återanvända och göra kopior av innehållet (t.ex. göra säkerhetskopior)
- ändra i och anpassa innehållet (t.ex. översätta det)
- inarbeta materialet i ett annat verk
- sprida materialet, i ursprunglig eller i enligt ovan förändrad form.

Enligt denna definition kan man inte säga huruvida någonting är "öppet innehåll", bara diskutera hur öppet innehållet är.